# Martin Harrison
Pour les articles homonymes, voir Harrison.
Martin Richard Harrison, né le 16 mai 1935 à Windsor et mort le 9 décembre 1992, est un archéologue britannique, professeur d'archéologie romaine à l'université d'Oxford. Son œuvre principale est la fouille des vestiges de l'église Saint-Polyeucte de Constantinople, qui constitue la première grande fouille stratigraphique menée à Istanbul, et qui renouvela considérablement la connaissance archéologique de la capitale de l'Empire byzantin.

## Carrière
Après des études à la Sherborne School et au Lincoln College d'Oxford, Martin Harrison part en Turquie comme scholar (1959) puis fellow (1960) du British Institute of Archaeology d'Ankara. Après un passage à la British School at Rome en 1960, il est nommé contrôleur des antiquités du gouvernement provincial de Cyrénaïque en 1960. L'année suivante, il part aux États-Unis pour son premier poste d'enseignant comme lecturer d'archéologie classique au Bryn Mawr College pendant un an. De 1962 à 1964, il occupe un poste de chercheur au Lincoln college d'Oxford, puis de 1964 à 1968 celui de lecturer d'histoire et d'archéologie romaine à l'université de Newcastle upon Tyne. Il est nommé professeur dans cette même université en 1968, dont il occupe les chaires d'archéologie et d'histoire romaine puis d'archéologie jusqu'en 1985. Il obtient alors la chaire d'archéologie de l'Empire romain à l'université d'Oxford, poste qu'il occupe jusqu'à sa mort.
Membre de la Société des antiquaires de Londres à partir de 1965, il en occupe la vice-présidence de 1984 à 1988. Il est également membre correspondant de l'Institut archéologique allemand (1973).

## Œuvre scientifique
Martin Harrison doit sa renommée à la grande fouille de l'église Saint-Polyeucte dans le quartier de Saraçhane à Istanbul, qu'il mène pour le compte du centre d'études byzantines de Dumbarton Oaks conjointement avec Nezih Fıratlı du Musée archéologique d'Istanbul de 1964 à 1969. Il s'agit là de la première grande fouille stratigraphique menée à Istanbul, et elle permet d'étudier les vestiges d'un monument capital dans l'histoire de l'architecture byzantine, puisque cette première grande basilique à coupole commanditée par Anicia Juliana entre 524 et 527 conduisit l'empereur Justinien à faire construire une église plus magnifique encore, Sainte-Sophie.
Mais l'œuvre de Martin Harrison ne se limite pas à cette fouille et aux deux célèbres publications qui y sont attachées, Excavations at Saraçhane (1986) et A Temple for Byzantium (1989). À partir de 1987, il retourne sur le terrain en Phrygie, dans la région où il avait commencé ses recherches d'archéologie comme étudiant de l'Institut britannique d'Ankara plusieurs décennies auparavant, et il entreprend une vaste prospection autour du site d'Amorium. Il conduit six campagnes de fouilles dans la ville protobyzantine et s'apprêtait à en mener une septième, lorsqu'il meurt dans son sommeil, à 58 ans, en décembre 1992.

### Œuvre de Martin Harrison
- Excavations at Saraçhane in Istanbul (1986, vol. 1 ; 1992, vol. 2) ;
- A Temple for Byzantium (1989).